# Duckea squarrosa
Duckea squarrosa är en gräsväxtart som först beskrevs av Carl Ludwig von Willdenow och Heinrich Friedrich Link, och fick sitt nu gällande namn av Bassett Maguire. Duckea squarrosa ingår i släktet Duckea och familjen Rapateaceae. Inga underarter finns listade i Catalogue of Life.